# Beratón
Beratón è un comune spagnolo di 32 abitanti situato nella comunità autonoma di Castiglia e León.